# Herzogin Anna Amalia Bibliothek

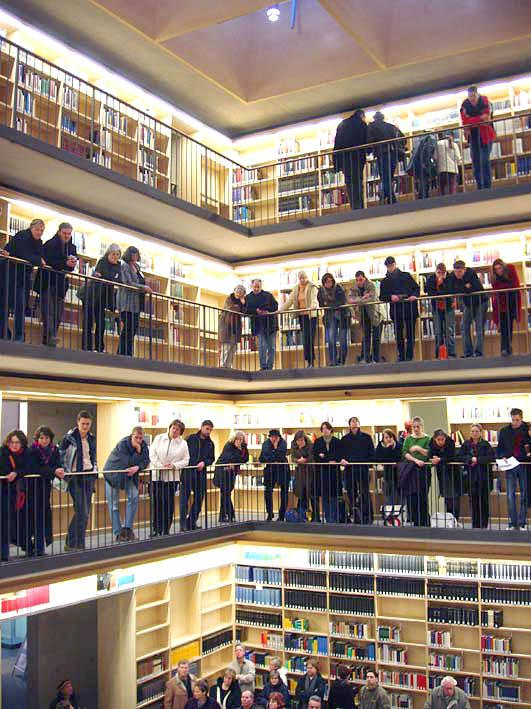
Läsrummet

Herzogin Anna Amalia Bibliothek, Hertiginnan Anna Amalias bibliotek, är ett bibliotek centralt beläget i den tyska staden Weimar. Biblioteket fick sitt nuvarande namn 1991 efter Tysklands återförening. 
Biblioteket grundades 1691 och är inriktat på tysk litteratur mellan åren 1750-1850. Sammanlagt innehåller biblioteket nästan en miljon skrifter. År1998 togs biblioteket upp på Unescos världsarvslista tillsammans med flera andra platser i ett område kallat "Klassiska Weimar".
Den 2 september 2004 utbröt en brand på biblioteket då 50 000 oersättliga skrifter förstördes och 62 000 blev allvarligt skadade. Orsaken till branden, som bekämpades av 330 brandmän, tros ha varit ett elfel. För att rädda de skadade banden har man låtit djupfrysa dem. År 2015 kunde man avsluta räddningsarbetet.
Biblioteket återinvigdes 24 oktober 2007 av förbundspresident Horst Köhler. Saneringen kostade 12,8 miljoner euro.